# Acomis
Acomis é um género botânico pertencente à família Asteraceae.
É composto por 8 espécies descritas e destas apenas 4 aceites. É originário da Austrália.
Trata-se de um género reconhecido pelo sistema de classificação filogenética Angiosperm Phylogeny Website.

## Taxonomia
O género foi descrito por F.Muell. in Benth. e publicado em Flora Australiensis: a description . . . 3: 591. 1867. A espécie-tipo é Acomis macra F.Muell.

## Espécies
- Acomis acoma (F.Muell.) Druce
- Acomis bella A.E.Holland
- Acomis kakadu Paul G.Wilson
- Acomis macra F.Muell.